# Victoria Peak
Victoria Peak (čínsky:太平山; pchin-jinem:Tàipíng Shān; standardní čínština:扯旗山) je hora na západní části ostrova Hongkong. S výškou 552 metrů nad mořem je to nejvyšší vrchol ostrova, ale nejvyšší horou celého Hongkongu je výrazně vyšší Tai Mo Shan (957 m). Nejvyšší přístupnou horou je Lantau Peak (934 m) na ostrově Lantau. Viktoria Peak je turisticky oblíbenější a vyhledávanější, protože na vrcholu hory Tai Mo Shan se nachází meteorologická stanice a je veřejnosti nepřístupný.

## Turistika a bydlení
Na samotném vrcholu Victoria Peak se nachází telekomunikační zařízení, je proto veřejnosti nepřístupný. Na územích obklopujících tuto horu však leží prostranné parky a některá místa jsou oblíbená jako tzv. rezidenční oblasti.
Victoria Peak je vyhledávaný turistický cíl. Ročně ho navštíví přes 7 milionů turistů. Na vrchol vede pozemní lanová dráha s názvem Peak Tram (čínsky:山頂纜車). Nachází se zde několik budov, z nichž nejvyšší je Peak Tower. Z ní jsou fotografována známá panoramata Hongkongu. V ostatních budovách se nacházejí restaurace, kavárny a bary.

## Galerie

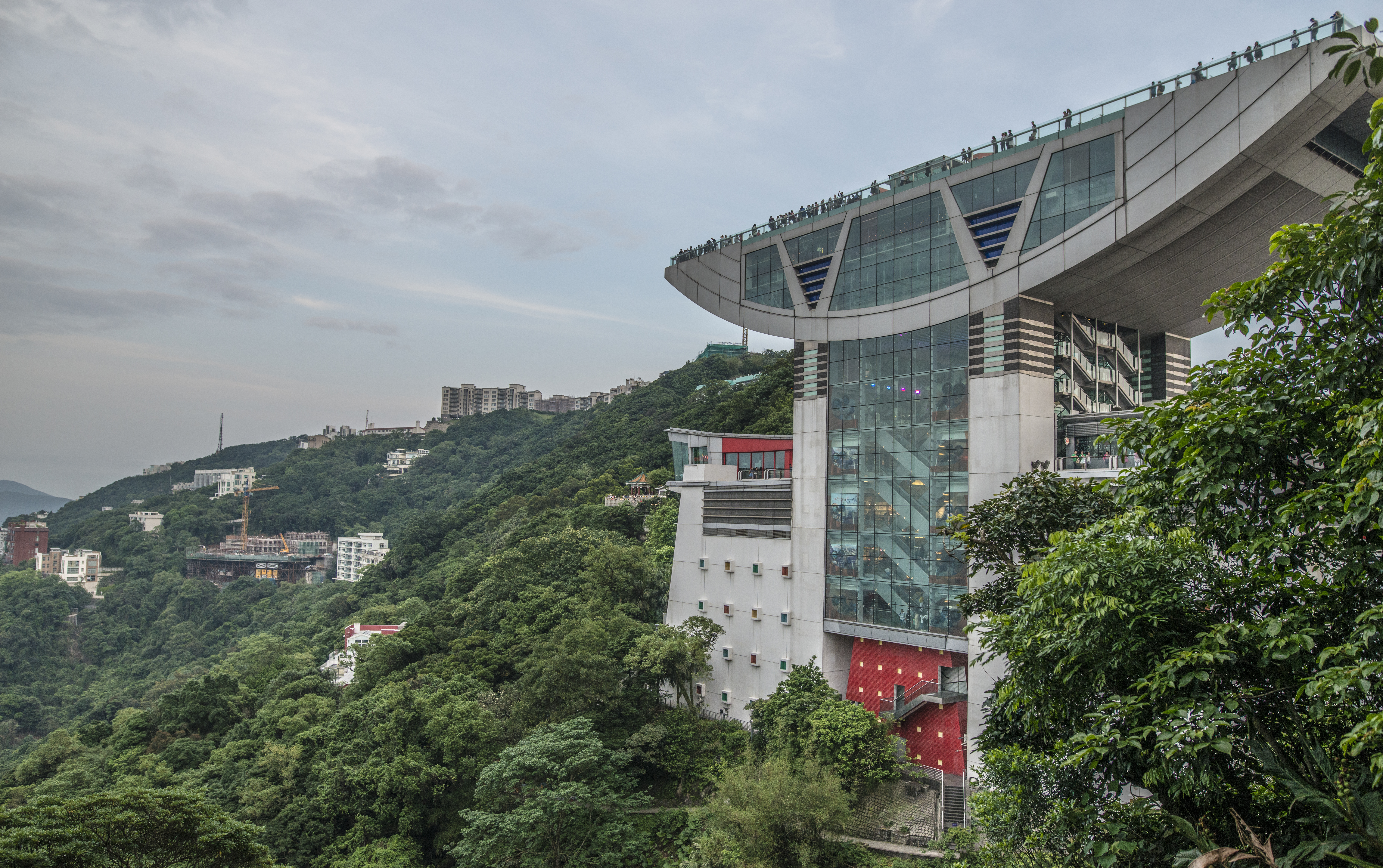
Peak Tower
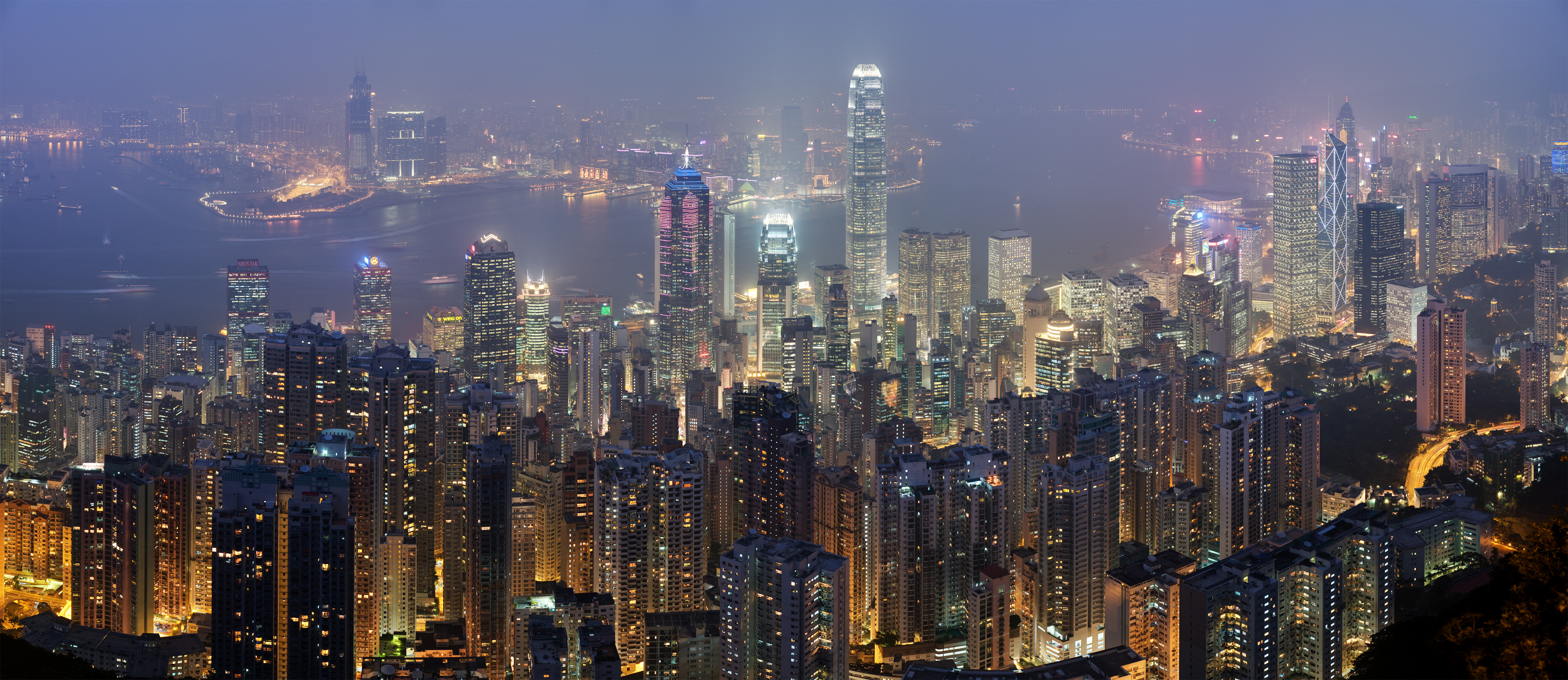
Hongkong v pohledu z Peak Tower (2007)
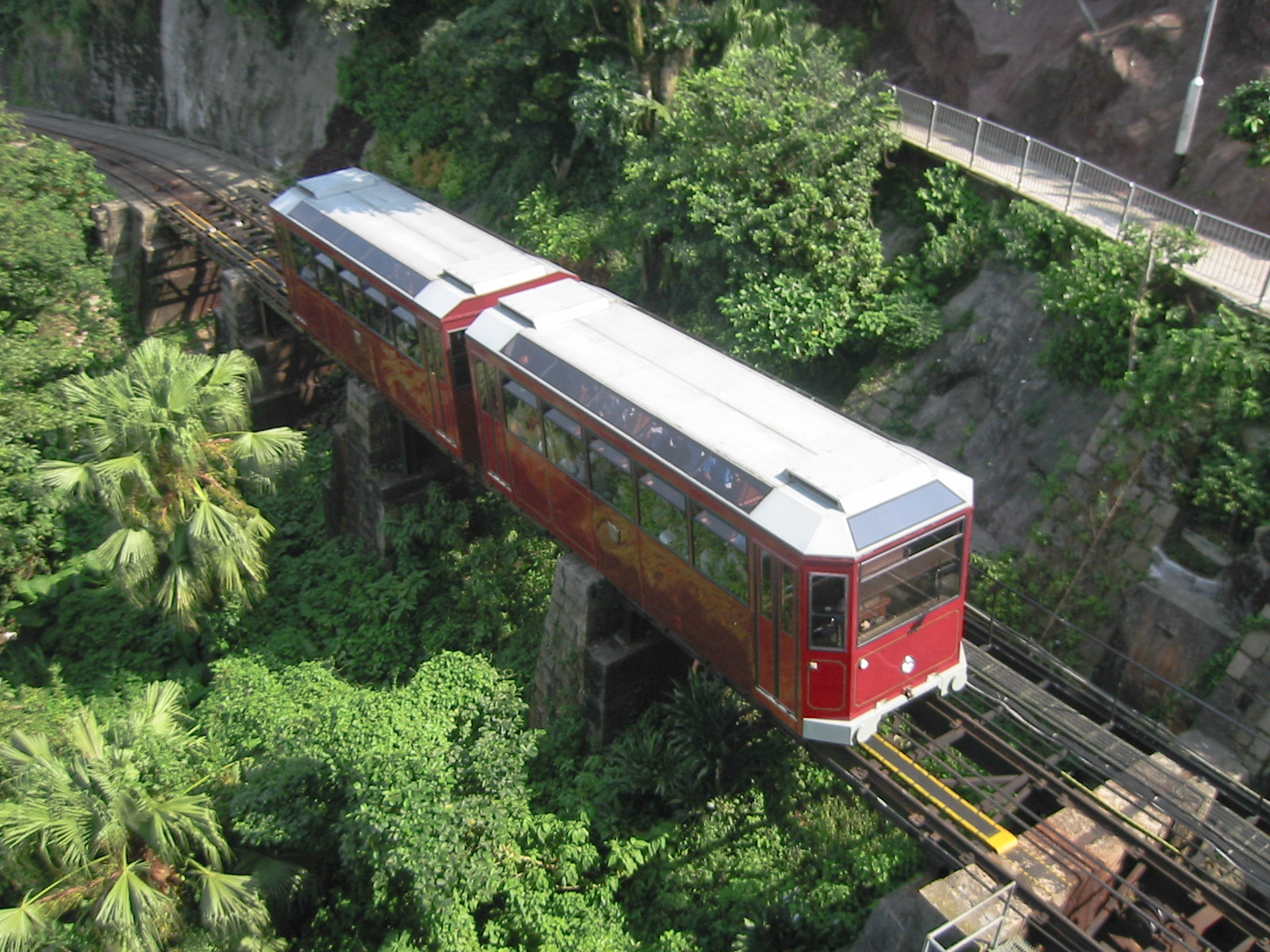
Peak Tram